# Seishun Collection
Singles de Morning Musume
Onna ga Medatte Naze Ikenai
(10 février 2010) Onna to Otoko no Lullaby Game
(17 novembre 2010)
Singles par Muten Musume
Appare Kaiten Zushi!
(27 octobre 2010)
Seishun Collection (青春コレクション, « Collection de jeunesse ») est le 43e single du groupe de J-pop Morning Musume, sorti en 2010.

## Présentation
Le single sort le 9 juin 2010 au Japon sur le label zetima. Il est écrit, composé et  produit par Tsunku. Il atteint la 3e place du classement des ventes de l'Oricon, et reste classé pendant quatre semaines, pour un total de 40 865 exemplaires vendus durant cette période ; malgré ce bon classement, c'est l'un des singles les moins vendus du groupe, ne surpassant alors que les ventes de Mikan (puis celles de Only You et Pyoco Pyoco Ultra qui sortiront plus tard).
Il sort également dans trois éditions limitées notées "A", "B" et "C", avec des pochettes différentes, contenant chacune en supplément un DVD différent avec une version alternative du clip vidéo de la chanson. Le single sort aussi au format "single V" (DVD contenant le clip vidéo) une semaine plus tard. Une édition spéciale "event V" (DVD) sera aussi vendue lors de représentations.
La chanson-titre sert de thème musical à la comédie musicale Fashionable jouée par les membres du groupe en juin 2010. Elle figurera sur le 11e album du groupe, Fantasy! Jūichi, qui sort en fin d'année. La chanson en "face B", Tomo, sert de thème musical officiel à la 11e convention Japan Expo de juillet 2010 à Paris, dont le groupe est l'invité d'honneur musical.

## Formation
Membres du groupe créditées sur le single :
- 5e génération : Ai Takahashi, Risa Niigaki
- 6e génération : Eri Kamei, Sayumi Michishige, Reina Tanaka
- 8e génération : Aika Mitsui, Jun Jun, Lin Lin

## Titres
Single CD
1. Seishun Collection (青春コレクション?)
2. Tomo (友(とも)?)
3. Seishun Collection (instrumental) (青春コレクション...?)

DVD de l'édition limitée "A"
1. Seishun Collection (Dance Shot Ver.) (青春コレクション...?)

DVD de l'édition limitée "B"
1. Seishun Collection (Close-up Ver.) (青春コレクション...?)

DVD de l'édition limitée "C"
1. Seishun Collection (Seishun Ver. -type1-) (青春コレクション (青春Ver. -type1-)?)

DVD de l'édition limitée "event V"
1. Seishun Collection -Takahashi Ai Solo Ver.- (青春コレクション-高橋愛Solo Ver.-?)
2. Seishun Collection -Niigaki Risa Solo Ver.- (青春コレクション-新垣里沙Solo Ver.-?)
3. Seishun Collection -Kamei Eri Solo Ver.- (青春コレクション-亀井絵里Solo Ver.-?)
4. Seishun Collection -Michishige Sayumi Solo Ver.- (青春コレクション-道重さゆみSolo Ver.-?)
5. Seishun Collection -Tanaka Reina Solo Ver.- (青春コレクション-田中れいなSolo Ver.-?)
6. Seishun Collection -Mitsui Aika Solo Ver.- (青春コレクション-光井愛佳Solo Ver.-?)
7. Seishun Collection -Junjun Solo Ver.- (青春コレクション-ジュンジュンSolo Ver.-?)
8. Seishun Collection -Linlin Solo Ver.- (青春コレクション-リンリンSolo Ver.-?)

Single V (DVD)
1. Seishun Collection (青春コレクション?) (clip vidéo)
2. Seishun Collection (Seishun Ver. -type2-) (青春コレクション (青春Ver. -type2-)?)
3. Making Eizo (メイキング映像?) (making of)